# タウトナ鉱山
タウトナ鉱山（タウトナこうざん、TauTona mine）は南アフリカ共和国ハウテン州カールトンヴィルの近くにある金鉱山である。ヨハネスブルクの約70 km北西にあたる。地下3.7 kmを超える深い坑道を持ち、人間が行くことのできる場所としては一時は世界で最も深い場所であった。タウトナの名前はソト語で「偉大なライオン」を意味する。

## 概要
かつてタウトナ鉱山はウェスタン・ディープ・レヴェルズ第3鉱山 (Western Deep Levels No. 3) と呼ばれていた。1943年、アングロ・アメリカン社 (AAC) がこの地の権利を得て、新会社ウェスタン・ディープ・レヴェルズ社を登録した。調査の後、1957年に採掘権が承認された。1957年、計画された第3鉱山の深さ2 kmの立坑掘削が始まり、1962年に稼動を始めた。現在、ウェスタン・ディープ・レヴェルズ鉱山はアングロゴールド・アシャンティ社が所有するウェスト・ウィッツ地域の3鉱山となり、第1鉱山から第3鉱山までそれぞれ、ムポネン鉱山（Mponeng Gold Mine）、サヴーカ鉱山、タウトナ鉱山と呼ばれている。タウトナ鉱山はサヴーカ鉱山と処理設備を共有している。
現在のタウトナ鉱山は1950年代に掘られた主立坑から二次立坑、三次立坑が伸び、800 km以上のトンネルが掘られている。採掘は地下1,800 m - 3,500 mの範囲で行われている。約5,500人の鉱夫が働いているが、2005年は4人、2006年は16人、2007年は5人の鉱夫が落盤などの事故で死亡している。主に長壁式採鉱法を採っていたが、安全のためシーケンシャル・グリッド採鉱法への転換を始めた。
現在アングロゴールド・アシャンティ社はタウトナ鉱山の地下3,771 mにある120レベルからさらに深く掘る計画を進めている。2008年夏には隣のサヴーカ鉱山が持っていた地下3,777.4 mの記録を破り、タウトナ鉱山は世界で最も深い人間が降りられる穴となった。計画では2009年10月9日には3,902 mの深さまで伸びる予定である。
この鉱山はその深さのために坑道の中が高温になる。坑道を囲む岩盤の温度は60度にもなり、坑道内の気温も55度に達する。坑道内の温度を作業可能な28℃に冷却するための空調装置が使用される。この鉱山は地表から最深部まで行くのに1時間もかかる。鉱夫を地表から地底へと運び、鉱石と鉱夫を地表に運び上げるのに16 m/s（時速約60km）で上下するエレベーターが使われており、この種のエレベーターでは世界最速である。エレベーターで降下中は気圧が変化するので耳抜き作業が必要になる。
この鉱山はナショナルジオグラフィック製作の番組にも取り上げられた。なお、1987年放送の『NHK特集 地球大紀行』で紹介された地下3,578 mの世界で最も深い鉱山とは、隣のサヴーカ鉱山（当時のウェスタン・ディープ・レヴェルズ第2鉱山）のことである。
2011年現在は、人間が行くことが出来る最も深い場所は、南アフリカのハウテン州にあるムポネン金鉱山（Mponeng Gold Mine）（地下4000m）となっている。